# 望道號
望道號（MV Logos Hope）是一艘基督教的福音船，為目前全球規模最龐大的海上書展船，於1973年在德国伦茨堡下水，船籍現今註冊於馬爾他瓦萊塔。望道號由德國基督教慈善組織好書共享協會營運，船舶上駐守有約400名來自60個國家及地區的基督徒義工。望道號於1960年代起到訪過逾160個國家及地區，接待了近4,000萬名訪客登船參觀海上書展以及其他多元化文化交流活動。此外，望道號義工亦會視乎所到之處的需要，展開其他義工活動，包括建築、捐贈及醫療服務等社區服務。

## 設施
- 書庫
  - 書展區展銷逾5,000種廉價書目，包括語言、科學、藝術、體育及烹飪等。書籍售價以可以負擔為原則，因應不同地方的生活水平而調整。 [5]
- 生命旅程展覽區
- 劇院
- 餐廳
  - 國際咖啡閣
- 診所[6]
- 生活體驗館，以互動設計使到訪客可以體會愛滋病患者的感受，及提高公眾對愛滋病的認識[7]。

## 登船費用
為維持泊港費用及船舶清潔，登船參觀酌收清潔費。兒童及老人免費（年齡依泊港地之規定而不同）。
- 台灣[8]  - 新台幣20元，12歲以下兒童及65歲以上長者免費。
- 香港 - 港幣10元，12歲以下小童及65歲以上長者免費。

## 相關參見
- 忠僕號（MV Doulos）
- 望僕號（MV Doulos Hope）
- 真道二號（MV Logos II）
- 真道號（MV Logos）